# 永曆
- 關於使用該年號的皇帝，請見「永曆帝」。
- 關於日本同名年號，請見「永曆 (日本)」。

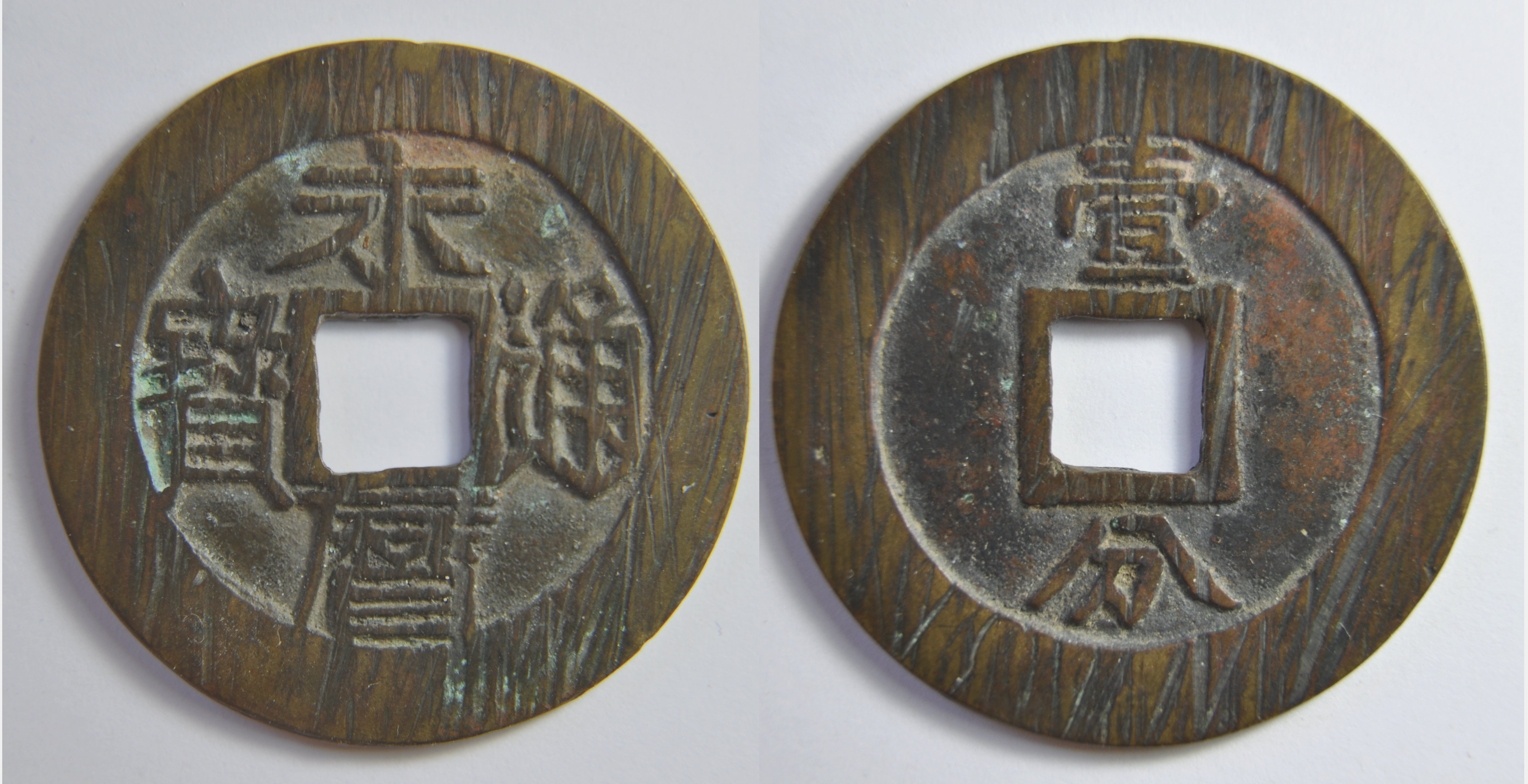
永历通宝一分铜钱

永曆（1647年—1661年）是中國南明永历帝的年號，共使用15年。
南明在中國大陸使用十五年，連同臺灣明鄭時期持續使用「永曆」年號直至永曆三十七年（1683年）八月十八日鄭克塽降清為止。
永曆十五年十二月三日（1662年1月22日），緬人將永曆帝送至吳三桂營，永曆十六年四月十五日（1662年6月1日）永曆帝於昆明被吳三桂縊死，史稱咒水之難。
《明史》记载永曆年号起于1646年十一月。《罪惟錄》、《明紀》等则记为1646年上尊号，明年改元。今多从之。
1647年反清起事者王光代、郭應銓用此年号。
1648年，鄭森始知永曆帝立，停用隆武年號，改奉永曆年號。
1649年反清起事者虞允用此年號。

## 来歷
朱由榔為萬曆帝之孫，於崇禎時封永明王，後繼承桂藩，再承大統，乃“取藩封‘永’字，又以萬曆帝之孫取‘曆’字”，定為年號。

## 改元
- 隆武三年正月一日（1647年2月5日），改元為永曆元年。

## 大事記
- 永曆元年——桂王朱由榔即位於肇慶。賜姓遙奉永曆年號，自稱「招討大将军、罪臣、国姓成功」。
- 永曆六年元月——海澄守降郝文興降鄭。
- 永曆六年四月——施琅降清，成功殺施琅之父及其弟施顯。
- 永曆六年五月——清軍水師攻打廈門，為鄭軍所敗。
- 永曆七年五月——清軍攻打海澄，為鄭軍所敗。
- 永曆八年十一月至十二月——漳州千總劉國軒降鄭，鄭軍入漳州。
- 永曆十年六月——黃梧同副將蘇明據海澄降清。
- 永曆十三年——鄭成功北伐金陵戰敗，甘輝遇俘不降就義。
- 永曆十五年——清順治帝駕崩，由其子玄燁繼位，年號康熙。
- 永曆十五年三月初一日 (1661年3月30日)，鄭成功自金門出發攻打台灣，引發鄭成功攻臺之役。
- 永曆十五年十二月初三日 (1662年1月22日)，永曆帝被新緬甸王莽白送至清軍營內。
- 永曆十五年十二月十三日 (1662年2月1日)，台灣長官揆一簽下締結書，鄭成功攻臺之役結束。
- 永曆十六年四月十五日 (1662年6月1日)，永曆帝被吳三桂殺害於昆明[11]，南明滅亡。鄭氏集團仍沿用永曆年號。
- 永曆十六年五月八日，鄭成功卒。同年發生鄭經靖難，鄭經攻臺取得政權。
- 永曆十七年——鄭經在臺灣依然用永曆年號。
- 永曆十八年正月——周全斌降清。
- 永曆十八年三月——鄭經退守東寧。
- 永曆十九年四月——清軍派施琅為主將、周全斌為副將進攻臺灣，遇到颱風，各船被吹散。
- 永曆二十三年——清康熙帝正式親政。
- 永曆二十七年十一月，吳三桂反清，引發三藩之亂。
- 永曆二十八年——鄭經響應三藩，出兵中國。
- 永曆三十二年——吳三桂自稱皇帝。
- 永曆三十四年——鄭經撤兵回臺灣。
- 永曆三十五年——正月，鄭經卒於承天府。東寧之變，鄭克𡒉被殺，鄭克塽襲位。
- 永曆三十七年——六月，施琅攻臺，劉國軒敗。八月十八日（1683年10月8日），明鄭的鄭克塽向清朝投降。

## 出生
- 永曆八年——愛新覺羅玄燁，即康熙帝（1722年逝世）
- 永曆十八年——鄭克𡒉，延平王鄭經長子，即位後在東寧之變中遇害（1681年逝世）
- 永曆二十四年——鄭克塽，鄭經次子（1707年逝世）

## 逝世
- 永曆十一年三月——鄭鴻逵，鄭芝龍之弟、鄭成功叔父。
- 永曆十三年——甘輝，明鄭部將。隨鄭成功北伐南京時遇俘，不降就義。
- 永曆十三年——萬禮，明鄭部將。隨鄭成功北伐南京時遇俘，不降就義。
- 永曆十五年正月初七日——愛新覺羅福臨，清順治帝（1638年出生）
- 永曆十五年八月廿四日——謝永常，明鄭部將（1630年出生）
- 永曆十五年十月初三（1661年11月24日）——鄭芝龍，武裝海商集團，鄭成功之父。（1604年出生）
- 永曆十六年四月十五日——朱由榔，南明永曆皇帝（1623年出生）
- 永曆十六年五月初八——鄭成功，延平王（1624年出生）
- 永曆十六年——馬信，明鄭部將，鄭成功卒後不久病故。
- 永曆十六年六月二十七（1662年7月21日）——李定国，晋王（1620年出生）
- 永曆十六年十月——黃昭，明鄭部將，擁立鄭襲。戰死於鄭經克臺。
- 永曆十六年十月——蔡雲，明鄭部將，擁立鄭襲。鄭經克臺中被鄭襲委罪，被賜自縊。
- 永曆十六年十月——蕭拱宸，明鄭部將，擁立鄭襲。鄭經克臺戰敗被擒，斬首。
- 永曆十六年十一月十三——朱以海，明宗室，魯王。（1618年出生）
- 永曆十八年三月——盧若騰，明鄭政治人物。（1600年出生）
- 永曆二十二年——蔡政，明鄭政治人物。
- 永曆二十三年——洪旭，明鄭部將（1605年出生）
- 永曆三十二年——吳三桂，吴周皇帝（1612年出生）
- 永曆三十四年——陳永華，东宁总制（約1634年出生）
- 永曆三十五年——鄭經，延平王（1642年出生）
- 永曆三十五年——鄭克𡒉，鄭經之世子，即位後在東寧之變中遇害（1662年出生）

## 紀年農曆對照表

### 南明
表格中各月的干支即為各月的第1日，「大」表示該月有30日，「小」表示該月有29日，「閏月」表格中的中文數字表示該年為閏某月（比如「三丙寅」裡有中文數字「三」，即表示該行所在年份有閏三月），各月初一底下的數字表示對應的西曆日期。
| 西元   | 干支 | 紀年     | 正月   | 二月   | 三月   | 四月   | 五月   | 六月   | 七月   | 八月   | 九月   | 十月   | 十一月 | 十二月    | 閏月       |
| ------ | ---- | -------- | ------ | ------ | ------ | ------ | ------ | ------ | ------ | ------ | ------ | ------ | ------ | --------- | ---------- |
| 1647年 | 丁亥 | 永曆元年 | 癸卯小 | 壬申大 | 壬寅大 | 壬申小 | 辛丑小 | 庚午大 | 庚子小 | 己巳小 | 戊戌大 | 戊辰小 | 丁酉大 | 丁卯大    |            |
| 1647年 | 丁亥 | 永曆元年 | 2/5    | 3/6    | 4/5    | 5/5    | 6/3    | 7/2    | 8/1    | 8/30   | 9/28   | 10/28  | 11/26  | 12/26     |            |
| 1648年 | 戊子 | 永曆二年 | 丁酉小 | 丙寅大 | 丙申大 | 乙未大 | 乙丑小 | 甲午大 | 甲子小 | 癸巳小 | 壬戌大 | 壬辰小 | 辛酉大 | 辛卯小    | 三丙寅小   |
| 1648年 | 戊子 | 永曆二年 | 1/25   | 2/23   | 3/24   | 5/22   | 6/21   | 7/20   | 8/19   | 9/17   | 10/16  | 11/15  | 12/14  | 1649/1/13 | 4/23       |
| 1649年 | 己丑 | 永曆三年 | 庚申大 | 庚寅大 | 庚申小 | 己丑大 | 己未大 | 己丑小 | 戊午大 | 戊子小 | 丁巳小 | 丙戌大 | 丙辰小 | 乙酉大    |            |
| 1649年 | 己丑 | 永曆三年 | 2/11   | 3/13   | 4/12   | 5/11   | 6/10   | 7/10   | 8/8    | 9/7    | 10/6   | 11/4   | 12/4   | 1650/1/2  |            |
| 1650年 | 庚寅 | 永曆四年 | 乙卯小 | 甲申大 | 甲寅大 | 甲申小 | 癸丑大 | 癸未小 | 壬子大 | 壬午大 | 壬子小 | 辛巳大 | 辛亥小 | 己酉大    | 十一庚辰小 |
| 1650年 | 庚寅 | 永曆四年 | 2/1    | 3/2    | 4/1    | 5/1    | 5/30   | 6/29   | 7/28   | 8/27   | 9/26   | 10/25  | 11/24  | 1651/1/21 | 12/23      |
| 1651年 | 辛卯 | 永曆五年 | 己卯小 | 戊申大 | 戊寅小 | 丁未大 | 丁丑小 | 丙午大 | 丙子大 | 丙午小 | 乙亥大 | 乙巳大 | 乙亥小 | 甲辰大    |            |
| 1651年 | 辛卯 | 永曆五年 | 2/20   | 3/21   | 4/20   | 5/19   | 6/18   | 7/17   | 8/16   | 9/15   | 10/14  | 11/13  | 12/13  | 1652/1/11 |            |
| 1652年 | 壬辰 | 永曆六年 | 甲戌小 | 癸卯小 | 壬申大 | 壬寅小 | 辛未大 | 辛丑小 | 庚午大 | 庚子小 | 己巳大 | 己亥大 | 己巳大 | 己亥小    |            |
| 1652年 | 壬辰 | 永曆六年 | 2/10   | 3/10   | 4/8    | 5/8    | 6/6    | 7/6    | 8/4    | 9/3    | 10/2   | 11/1   | 12/1   | 12/31     |            |
| 1653年 | 癸巳 | 永曆七年 | 戊辰大 | 戊戌小 | 丁卯小 | 丙申大 | 丙寅小 | 乙未小 | 甲子大 | 癸亥大 | 癸巳大 | 癸亥大 | 癸巳大 | 癸亥小    | 七甲午小   |
| 1653年 | 癸巳 | 永曆七年 | 1/29   | 2/28   | 3/29   | 4/27   | 5/27   | 6/25   | 7/24   | 9/21   | 10/21  | 11/20  | 12/20  | 1654/1/19 | 8/23       |
| 1654年 | 甲午 | 永曆八年 | 壬辰大 | 壬戌小 | 辛卯小 | 庚申大 | 庚寅小 | 己未小 | 戊子大 | 戊午小 | 丁亥大 | 丁巳大 | 丁亥大 | 丁巳小    |            |
| 1654年 | 甲午 | 永曆八年 | 2/17   | 3/19   | 4/17   | 5/16   | 6/15   | 7/14   | 8/12   | 9/11   | 10/10  | 11/9   | 12/9   | 1655/1/8  |            |
| 1655年 | 乙未 | 永曆九年 | 丙戌大 | 丙辰大 | 丙戌小 | 乙卯小 | 甲申大 | 甲寅小 | 癸未小 | 壬子大 | 壬午小 | 辛亥大 | 辛巳大 | 辛亥小    |            |
| 1655年 | 乙未 | 永曆九年 | 2/6    | 3/8    | 4/7    | 5/6    | 6/4    | 7/4    | 8/2    | 8/31   | 9/30   | 10/29  | 11/28  | 12/28     |            |
| 1656年 | 丙申 | 永曆十年 | 庚辰大 | 庚戌大 | 庚辰小 | 己酉大 | 己卯小 | 戊寅小 | 丁未小 | 丙子大 | 丙午小 | 乙亥大 | 乙巳小 | 甲戌大    | 五戊申小   |
| 1656年 | 丙申 | 永曆十年 | 1/26   | 2/25   | 3/26   | 4/24   | 5/24   | 7/22   | 8/20   | 9/18   | 10/18  | 11/16  | 12/16  | 1657/1/14 | 6/22       |

| 西元   | 干支 | 紀年       | 正月   | 二月   | 三月   | 四月   | 五月   | 六月   | 七月   | 八月   | 九月   | 十月   | 十一月 | 十二月    | 閏月     |
| ------ | ---- | ---------- | ------ | ------ | ------ | ------ | ------ | ------ | ------ | ------ | ------ | ------ | ------ | --------- | -------- |
| 1657年 | 丁酉 | 永曆十一年 | 甲辰大 | 甲戌大 | 甲辰小 | 癸酉大 | 癸卯小 | 壬申大 | 壬寅小 | 辛未小 | 庚子大 | 庚午小 | 己亥大 | 己巳小    |          |
| 1657年 | 丁酉 | 永曆十一年 | 2/13   | 3/15   | 4/14   | 5/13   | 6/12   | 7/11   | 8/10   | 9/8    | 10/7   | 11/6   | 12/5   | 1658/1/4  |          |
| 1658年 | 戊戌 | 永曆十二年 | 戊戌大 | 戊辰大 | 戊戌小 | 丁卯大 | 丁酉大 | 丁卯小 | 丙申大 | 丙寅小 | 乙未小 | 甲子大 | 甲午小 | 癸亥大    |          |
| 1658年 | 戊戌 | 永曆十二年 | 2/2    | 3/4    | 4/3    | 5/2    | 6/1    | 7/1    | 7/30   | 8/29   | 9/27   | 10/26  | 11/25  | 12/24     |          |
| 1659年 | 己亥 | 永曆十三年 | 癸巳小 | 壬辰小 | 辛酉大 | 辛卯大 | 辛酉小 | 庚寅大 | 庚申小 | 己丑大 | 己未小 | 戊子大 | 戊午小 | 丁亥大    | 正壬戌大 |
| 1659年 | 己亥 | 永曆十三年 | 1/23   | 3/23   | 4/21   | 5/21   | 6/20   | 7/19   | 8/18   | 9/16   | 10/16  | 11/14  | 12/14  | 1661/1/12 | 2/21     |
| 1660年 | 庚子 | 永曆十四年 | 丁巳小 | 丙戌大 | 丙辰小 | 乙酉大 | 乙卯小 | 甲申大 | 甲寅大 | 甲申小 | 癸丑大 | 癸未小 | 壬子大 | 壬午小    |          |
| 1660年 | 庚子 | 永曆十四年 | 2/11   | 3/11   | 4/10   | 5/9    | 6/8    | 7/7    | 8/6    | 9/5    | 10/4   | 11/3   | 12/2   | 1661/1/1  |          |
| 1661年 | 辛丑 | 永曆十五年 | 辛亥大 | 辛巳小 | 庚戌大 | 庚辰小 | 己酉小 | 戊寅大 | 戊申大 | 戊寅小 | 丁未大 | 丁丑大 | 丙子大 | 丙午大    | 十丁未小 |
| 1661年 | 辛丑 | 永曆十五年 | 1/30   | 3/1    | 3/30   | 4/29   | 5/28   | 6/26   | 7/26   | 8/25   | 9/23   | 10/23  | 12/21  | 1662/1/20 | 11/22    |

### 明鄭
| 永曆 | 二年     | 三年     | 四年     | 五年     | 六年     | 七年     | 八年     | 九年     | 十年   | 十一年   |
| ---- | -------- | -------- | -------- | -------- | -------- | -------- | -------- | -------- | ------ | -------- |
| 公元 | 1648年   | 1649年   | 1650年   | 1651年   | 1652年   | 1653年   | 1654年   | 1655年   | 1656年 | 1657年   |
| 干支 | 戊子     | 己丑     | 庚寅     | 辛卯     | 壬辰     | 癸巳     | 甲午     | 乙未     | 丙申   | 丁酉     |
| 永曆 | 十二年   | 十三年   | 十四年   | 十五年   | 十六年   | 十七年   | 十八年   | 十九年   | 二十年 | 二十一年 |
| 公元 | 1658年   | 1659年   | 1660年   | 1661年   | 1662年   | 1663年   | 1664年   | 1665年   | 1666年 | 1667年   |
| 干支 | 戊戌     | 己亥     | 庚子     | 辛丑     | 壬寅     | 癸卯     | 甲辰     | 乙巳     | 丙午   | 丁未     |
| 永曆 | 二十二年 | 二十三年 | 二十四年 | 二十五年 | 二十六年 | 二十七年 | 二十八年 | 二十九年 | 三十年 | 三十一年 |
| 公元 | 1668年   | 1669年   | 1670年   | 1671年   | 1672年   | 1673年   | 1674年   | 1675年   | 1676年 | 1677年   |
| 干支 | 戊申     | 己酉     | 庚戌     | 辛亥     | 壬子     | 癸丑     | 甲寅     | 乙卯     | 丙辰   | 丁巳     |
| 永曆 | 三十二年 | 三十三年 | 三十四年 | 三十五年 | 三十六年 | 三十七年 |          |          |        |          |
| 公元 | 1678年   | 1679年   | 1680年   | 1681年   | 1682年   | 1683年   |          |          |        |          |
| 干支 | 戊午     | 己未     | 庚申     | 辛酉     | 壬戌     | 癸亥     |          |          |        |          |

## 同期存在的其他政權之紀年
- 中國
  - 监国鲁（1645年－1653年）：南明—魯王朱以海之年號
  - 定武（1646年－1664年）：南明—韩王朱本铉（朱亶塉）之年号（存疑）
  - 東武（1648年）：南明—淮王朱常清之年号
  - 顺治（1644年－1662年）：清朝—清世祖福臨之年號
  - 康熙（1662年－1722年）：清朝—清聖祖玄燁之年號
  - 中兴（1647年）：清朝時期—蒋尔恂之年号
  - 天正（1648年）：清朝時期—朱鴻基之年号
  - 天顺（1661年）：清朝時期—萧惟堂之年号
  - 大庆（1665年）：清朝時期—王耀祖之年号
  - 广德（1673年）：清朝時期—杨起隆之年号
  - 周紀元（1674－1678年）：吳周—吴三桂之紀年
  - 昭武（1678年）：吳周—吳三桂之年号
  - 洪化（1679年－1681年）：吳周—吳世璠之年号
- 日本
  - 正保（1644年－1648年）：後光明天皇之年號
  - 慶安（1648年－1651年）：後光明天皇之年號
  - 承應（1652年－1655年）：後光明天皇之年號
  - 明曆（1655年－1658年）：後西天皇之年號
  - 萬治（1658年－1661年）：後西天皇之年號
  - 寬文（1661年－1673年）：後西天皇、靈元天皇之年號
  - 延寶（1673年－1681年）：靈元天皇之年號
  - 天和（1681年－1684年）：靈元天皇之年號
- 越南
  - 順德（1628年－1661年）：莫朝—莫敬完之年号
  - 永昌（1661年－1680年）：莫朝—莫元清之年號
  - 福泰（1643年－1649年）：后黎朝—黎真宗黎维祐之年号
  - 慶德（1649年－1653年）：后黎朝—黎神宗黎维祺之年号
  - 盛德（1653年－1658年）：后黎朝—黎神宗黎维祺之年号
  - 永壽（1658年－1662年）：后黎朝—黎神宗黎维祺之年号
  - 萬慶（1662年－1663年）：后黎朝—黎神宗黎维祺之年号
  - 景治（1663年－1672年）：后黎朝—黎玄宗黎维䄔之年号
  - 陽德（1672年－1674年）：后黎朝—黎嘉宗黎维禬之年号
  - 德元（1674年－1676年）：后黎朝—黎嘉宗黎维禬之年号
  - 永治（1676年－1680年）：后黎朝—黎熙宗黎维祫之年号
  - 正和（1680年－1705年）：后黎朝—黎熙宗黎维祫之年号

## 延伸閱讀
- 李崇智. . 北京: 中華書局. 2004年12月. ISBN 7101025129.
- 鄧洪波. . 臺北: 國立臺灣大學東亞經典與文化研究計劃. 2005年3月  [2021-11-06]. ISBN 9789860005189. （原始内容 (PDF)存档于2007-08-25）.

| 前一年號： 隆武 | 明朝年號 永曆 | 下一年號： 無 |

| 前一年號： 無 | 台灣年號 永曆 | 下一年號： 康熙 |